# Домохозяйка (фильм)
«Домохозяйка» (англ. The Housewife) — предстоящий американский фильм режиссёра Бена Шириняна по сценарию Алиссы Хилл. Главные роли в фильме исполнили Тай Шеридан, Наоми Уоттс, Майкл Империоли и Норман Ридус.

## Сюжет
Действие фильма происходит в 1964 году. Журналист New York Times дружит с элегантной женой человека, которого он подозревает в том, что тот является нацистским офицером, тайно живущим в Квинсе, Нью-Йорк.

## В ролях
- Тай Шеридан
- Наоми Уоттс
- Майкл Империоли
- Норман Ридус

## Производство
О начале работы над фильмом стало известно в феврале 2024 года, режиссером стал Бен Ширинян для которого фильм станет дебютом в полнометражном кино, автором сценария стала Алисса Хилл. Хилл также является исполнительным продюсером, а Кевин МакКеон, Робби Бреннер и Ли Брода — продюсерами. Международным кинопрокатом фильма занимается компания Neon International, а права на внутренние продажи представляет компания CAA Media Finance.
В феврале 2024 года в актёрский состав вошли Тай Шеридан, Наоми Уоттс, Майкл Империоли и Норман Ридус.
Основные съемки были запланированы на 2024 год, но в итоге прошли в Монреале в апреле и мае 2025 года.